# Taça Guanabara
Taça Guanabara (en español: Copa Guanabara) es un torneo de fútbol de Brasil que se celebra anualmente y es organizado por la Federación de fútbol del Estado de Río de Janeiro desde 1965. Es la primera ronda del Campeonato Carioca. El Clube de Regatas do Flamengo es el club más ganador del torneo con 25 copas.

## Historia
El torneo fue creado en 1965 para definir al representante del entonces estado de la Guanabara (actual ciudad de Río de Janeiro) en la Copa de Brasil y se jugó aparte del Campeonato del Estado de Río de Janeiro, con un número creciente de clubes cada año.
Como un torneo separado, a nivel estatal y garantizando un lugar en la Copa de Brasil, se llevaron a cabo cuatro ediciones: Vasco da Gama ganó en 1965, Fluminense en 1966 y Botafogo ganó las últimas dos ediciones en 1967 y 1968. 
Hasta la edición de 1971, el torneo se celebró por separado del campeonato estatal, pasando en 1972 para completar la primera ronda de la misma, con solo otra edición aparte del Campeonato Carioca, el de 1980. 
Entre 1982 y 2013, a excepción de 1994 y 1995, coexistieron la Taça Guanabara y la Taça Rio como rondas del Campeonato Carioca. En ambos casos (1994 y 1995), la Taça Guanabara fue disputada por los dos mejores equipos de la primera fase del campeonato estatal, que incluía ambas rondas. En ambos períodos (1982 a 1993; 1996 a 2013), por regla, la final carioca era disputada por el campeón de cada ronda, pero si un equipo gana ambas rondas, este sería un "campeón directo". Hubo excepciones, como en 2002, cuando a pesar de ganar ambas rondas, el Americano no fue campeón estatal.
Entre 2014 y 2016, la Taça Guanabara se convirtió en la única ronda clasificatoria (eliminatoria), y en los dos primeros años se jugó entre los 16 equipos del campeonato, mientras que en el último solo participaron 8 equipos, producto de la clasificación en una fase anterior.
De 2017 a 2019, tanto la Taça Guanabara como la Taça Rio volvieron a ser, respectivamente, rondas de ida y vuelta del campeonato Carioca, pero ahora, clasificando al campeón de cada ronda a semifinales. En 2020, volvió el sistema de finales entre el campeón de la Taça Guanabara contra el campeón de la Taça Río, finalizando con las semifinales estatales.
Desde 2021, la Taça Guanabara es de primera fase, jugada en el sistema de todos contra todos, como en 2014 y 2015, pero ahora con 12 equipos.

## Palmarés
| Año  | Campeón       | Subcampeón         |
| ---- | ------------- | ------------------ |
| 1965 | Vasco da Gama | Botafogo           |
| 1966 | Fluminense    | Flamengo           |
| 1967 | Botafogo      | América            |
| 1968 | Botafogo      | Flamengo           |
| 1969 | Fluminense    | Botafogo           |
| 1970 | Flamengo      | Fluminense         |
| 1971 | Fluminense    | Botafogo y América |
| 1972 | Flamengo      | Fluminense         |
| 1973 | Flamengo      | Vasco da Gama      |
| 1974 | América       | Fluminense         |
| 1975 | Fluminense    | América            |
| 1976 | Vasco da Gama | Flamengo           |
| 1977 | Vasco da Gama | Flamengo           |
| 1978 | Flamengo      | Fluminense         |
| 1979 | Flamengo      | Vasco da Gama      |
| 1980 | Flamengo      | Americano          |
| 1981 | Flamengo      | América            |
| 1982 | Flamengo      | Vasco da Gama      |
| 1983 | Fluminense    | América            |
| 1984 | Flamengo      | Fluminense         |
| 1985 | Fluminense    | Vasco da Gama      |
| 1986 | Vasco da Gama | Flamengo           |
| 1987 | Vasco da Gama | Fluminense         |
| 1988 | Flamengo      | Vasco da Gama      |
| 1989 | Flamengo      | Botafogo           |
| 1990 | Vasco da Gama | Botafogo           |
| 1991 | Fluminense    | Flamengo           |
| 1992 | Vasco da Gama | Flamengo           |
| 1993 | Fluminense    | Vasco da Gama      |
| 1994 | Vasco da Gama | Fluminense         |
| 1995 | Flamengo      | Botafogo           |
| 1996 | Flamengo      | Vasco da Gama      |
| 1997 | Botafogo      | Vasco da Gama      |
| 1998 | Vasco da Gama | Flamengo           |
| 1999 | Flamengo      | Vasco da Gama      |
| 2000 | Vasco da Gama | Botafogo           |
| 2001 | Flamengo      | Fluminense         |
| 2002 | Americano     | Vasco da Gama      |
| 2003 | Vasco da Gama | Flamengo           |
| 2004 | Flamengo      | Fluminense         |
| 2005 | Volta Redonda | Americano          |
| 2006 | Botafogo      | América            |
| 2007 | Flamengo      | Madureira          |
| 2008 | Flamengo      | Botafogo           |
| 2009 | Botafogo      | Resende            |
| 2010 | Botafogo      | Vasco da Gama      |
| 2011 | Flamengo      | Boavista           |
| 2012 | Fluminense    | Vasco da Gama      |
| 2013 | Botafogo      | Vasco da Gama      |
| 2014 | Flamengo      | Fluminense         |
| 2015 | Botafogo      | Flamengo           |
| 2016 | Vasco da Gama | Fluminense         |
| 2017 | Fluminense    | Flamengo           |
| 2018 | Flamengo      | Boavista           |
| 2019 | Vasco da Gama | Fluminense         |
| 2020 | Flamengo      | Boavista           |
| 2021 | Flamengo      | Fluminense         |
| 2022 | Fluminense    | Flamengo           |
| 2023 | Fluminense    | Vasco da Gama      |
| 2024 | Flamengo      | Nova Iguaçu        |
| 2025 | Flamengo      | Volta Redonda      |

## Títulos por club
| Club          | Títulos | Subtítulos | Años campeón |
| ------------- | ------- | ---------- | --- |
| Flamengo      | 25      | 12         | 1970, 1972, 1973, 1978, 1979, 1980, 1981, 1982, 1984, 1988, 1989, 1995, 1996, 1999, 2001, 2004, 2007, 2008, 2011, 2014, 2018, 2020, 2021, 2024, 2025 |
| Vasco da Gama | 13      | 14         | 1965, 1976, 1977, 1986, 1987, 1990, 1992, 1994, 1998, 2000, 2003, 2016, 2019                                                                         |
| Fluminense    | 12      | 13         | 1966, 1969, 1971, 1975, 1983, 1985, 1991, 1993, 2012, 2017, 2022, 2023                                                                               |
| Botafogo      | 8       | 8          | 1967, 1968, 1997, 2006, 2009, 2010, 2013, 2015 |
| America - RJ  | 1       | 6          | 1974 |
| Americano     | 1       | 2          | 2002 |
| Volta Redonda | 1       | 1          | 2005 |
| Boavista      | 0       | 3          | |
| Madureira     | 0       | 1          | |
| Resende       | 0       | 1          | |
| Nova Iguaçu   | 0       | 1          | |

## Torneos Extra
Entre 2009 y 2017 se juega un torneo extra con los terceros y cuartos de cada grupo. Este Torneo Extra cambia de denominación según la temporada tomando el nombre de periodistas y dirigentes importantes del fútbol en Río de Janeiro.
| Trofeo                           | Año  | Campeón     | Subcampeón   |
| -------------------------------- | ---- | ----------- | ------------ |
| Troféu Edílson Silva             | 2012 | Nova Iguaçu | Friburguense |
| Troféu Washington Rodrigues      | 2011 | Olaria      | Resende      |
| Troféu Moisés Mathias de Andrade | 2010 | Olaria      | Boavista     |
| Troféu Moisés Mathias de Andrade | 2009 | Americano   | Macaé        |